# Рахимов, Бекташ Рахимович
Бекташ Рахимович Рахимов (23 февраля 1924, Самаркандской область нарпайский район г. акташ — 5 января 2009, Ташкент, Узбекистан) — советский и узбекский государственный, партийный, общественный и хозяйственный деятель. Герой Социалистического Труда (1973). Кандидат экономических наук (1969).

## Биография
Трудовую деятельность начал в 16-летнем возрасте — учителем начальной школы. В 1942—1945 служил в армии. В 1944 вступил в ВКП(б). После демобилизации в 1945—1948 был директором начальной школы, инспектором районного отдела народного образования.
С 1948 — на ответственной хозяйственной и партийной работе.
В 1948—1950 — заместитель председателя, затем председатель Исполнительного комитета Нарпайского районного Совета (Самаркандская область).
В 1950—1952 — слушатель Партийной школы при ЦК КП(б) Узбекистана. После окончания партшколы был оставлен там же на преподавательской работе, избирался секретарем комитета КП Узбекистана Высшей партийной школы при ЦК КП Узбекистана.
В 1953 экстерном окончил Ташкентский государственный университет, после чего был назначен ответственным организатором ЦК КП Узбекистана, затем 1-м секретарем Нарпайского, а позже 1-м секретарем Катта-Курганского районных комитетов КП Узбекистана в Самаркандской области.
С февраля 1963 по февраль 1968 — первый секретарь Хорезмского областного комитета КП Узбекистана.
В феврале 1968 переведен на должность 1-го секретаря Андижанского областного комитета КП Узбекистана, где трудился до декабря 1974 г.
В 1969 защитил диссертацию на соискание учёной степени кандидата экономических наук. Тема диссертации: «Современное состояние и пути дальнейшего развития сельскохозяйственного производства в колхозах Хорезмской области».
С 27 ноября 1974 по февраль 1982 г. — 1-й секретарь Самаркандского областного комитета КП Узбекистана.
Затем до 1986 г. работал заместителем председателя Совета Министров Узбекской ССР.
С 1976 по 1986 гг. — кандидат в члены ЦК КПСС.
Депутат Верховного Совета СССР 7, 8, 9, 10 созывов. Избирался депутатом XXV (1976) и XXVI (1981) съездов КПСС.
Осужден по «хлопковому делу». Указом от 1991 года был восстановлен[чего?], награды возвращены.
Проживал в городе Ташкенте. Умер 5 января 2009 года

## Избранные научные работы
Автор книг (в соавт.):
- Рентабельное хозяйство (1984),
- Организация труда в животноводстве (1985),
- Высокодоходная отрасль животноводства (1985),
- Внутрихозяйственный расчет и его внедрение в АПК Узбекской ССР (1989),
- Организация и оплата труда в сельском хозяйстве (1992) и др.

## Награды
- 1973 — Герой Социалистического Труда[2]
- три ордена Ленина
- Орден Октябрьской Революции
- Орден Отечественной войны II степени
- два ордена Трудового Красного Знамени
- Орден «Знак Почёта»
- 1994 — Почётная грамота Республики Узбекистан[3]

## Источник
- Справочник по истории Коммунистической партии и Советского Союза 1898—1991
- Бекташ Рахимович Рахимов. Сайт «Герои страны».